# جدول‌های بیلبورد

لودلانکاسیکعداد جایو پخشوگوی بیلبورد

جدول‌های بیلبورد (انگلیسی: Billboard charts) جدول‌های هستند که به‌طور هفتگی میزان شهرت و همه‌گیری ترانه‌ها و آلبوم‌های موسیقی را در ایالات متحده گزارش می‌کنند. این جدول‌ها در مجلهٔ مجله منتشر می‌شوند.

## تاریخچه
مجلهٔ بیلبورد اولین جدول موسیقی‌اش را در ۴ ژانویه ۱۹۳۶ منتشر کرد. در ژوئیه ۱۹۴۰ این نشریه اولین جدول شهرت موسیقی (به انگلیسی: Music Popularity Chart) را منتشر کرد.
در حال حاضر بیلبورد جدول‌های مختلفی برای سبک‌های مختلف و نیز بر اساس گروه‌بندی‌های دیگر منتشر می‌کند، نظیر برترین آهنگ‌های پاپ، برترین آهنگ‌های دیجیتال، برترین تک‌آهنگ‌ها بر اساس فروش، و غیره.

## ترانه‌ها

### جاز
| عنوان جدول       | نوع جدول       | تعداد جایگاه‌ها | توضیحات                                                          |
| ---------------- | -------------- | -------------- | ---------------------------------------------------------------- |
| ایرپلی جاز ملایم | ایرپلی (تکرار) | ۳۰             | تکرارهای پخش رادیویی در ۱۴ ایستگاه جاز ملایم را اندازه‌گیری می‌کند |

### راک/آلترناتیو
| عنوان جدول                                   | نوع جدول                     | تعداد جایگاه‌ها | توضیحات |
| -------------------------------------------- | ---------------------------- | -------------- | --- |
| ترانه‌های داغ راک و آلترناتیو                 | فروش، پخش رادیویی و پخش جاری | ۵۰             | ترانه‌های راک و آلترناتیو در تمامی فرمت‌ها را بر اساس پخش رادیویی، داده‌های فروش و فعالیت در پخش جاری رتبه‌بندی می‌کند                                                 |
| ایرپلی راک و آلترناتیو                       | ایرپلی (مخاطبان)             | ۵۰             | برداشت‌های مخاطبان پخش رادیویی از ایستگاه‌های رادیویی راک، آلترناتیو و تریپل ای                                                                                     |
| فروش دیجیتال ترانه‌های راک                    | فروش دیجیتال                 | ۵۰             | ترانه‌های راک با بیشترین دانلود، رتبه‌بندی‌شده بر پایهٔ داده‌های فروش گردآوری‌شده توسط سانداسکن نیلسن                                                                   |
| ترانه‌های جاری راک                            | پخش جاری                     | ۲۵             | ترانه‌های راک با بیشتر پخش جاری، رتبه‌بندی‌شده بر پایهٔ داده‌های فروش گردآوری‌شده توسط سانداسکن نیلسن                                                                   |
| ترانه‌های داغ آلترناتیو                       | فروش، پخش رادیویی و پخش جاری | ۲۵             | برترین ترانه‌های آلترناتیو را بر اساس پخش رادیویی در تمامی فرمت‌ها، داده‌های فروش و فعالیت در پخش جاری، رتبه‌بندی می‌کند                                               |
| ایرپلی آلترناتیو                             | ایرپلی (تکرار)               | ۴۰             | تکرارهای پخش رادیویی در ۵۰ ایستگاه آلترناتیو/مدرن راک را اندازه‌گیری می‌کند                                                                                         |
| فروش دیجیتال ترانه‌های آلترناتیو              | فروش دیجیتال                 | ۲۵             | ترانه‌های دسته‌بندی‌شده به‌عنوان آلترناتیو (یا ترکیبی از آلترناتیو و یک سبک دیگر) با بیشترین دانلود، رتبه‌بندی شده بر پایهٔ داده‌های فروش گردآوری‌شده توسط سانداسکن نیلسن |
| ترانه‌های جاری آلترناتیو                      | پخش جاری                     | ۲۵             | ترانه‌های دسته‌بندی‌شده به‌عنوان آلترناتیو با بیشتری پخش جاری، رتبه‌بندی‌شده بر پایهٔ داده‌های فروش گردآوری‌شده توسط سانداسکن نیلسن                                        |
| ایرپلی راک جریان اصلی                        | ایرپلی (تکرار)               | ۴۰             | تکرارهای پخش رادیویی در ۷۷ ایستگاه رادیویی راک جریان اصلی شامل اکتیو راک و راک قدیمی را اندازه‌گیری می‌کند                                                          |
| ایرپلی آلترنیتیو بزرگسالان (تریپل ای ایرپلی) |                              | ۴۰             | تکرارهای پخش رادیویی در ۲۴ ایستگاه رادیویی آلبوم آلترناتیو بزرگسالان را اندازه‌گیری می‌کند                                                                          |
| ترانه‌های داغ هارد راک                        | فروش، پخش رادیویی و پخش جاری | ۲۵             | برترین ترانه‌های هارد راک را بر پایهٔ پخش رادیویی در تمامی فرمت‌ها، داده‌های فروش و فعالیت در پخش جاری رتبه‌بندی می‌کند                                                 |
| فروش دیجیتال ترانه‌های هارد راک               | فروش دیجیتال                 | ۲۵             | ترانه‌های دسته‌بندی‌شده به‌عنوان هارد راک با بیشترین دانلود، رتبه‌بندی‌شده بر پایهٔ داده‌های فروش گردآوری‌شده توسط سانداسکن نیلسن                                          |
| ترانه‌های جاری هارد راک                       | پخش جاری                     | ۲۵             | ترانه‌های دسته‌بندی‌شده به‌عنوان هارد راک با بیشتر پخش جاری، رتبه‌بندی‌شده بر پایهٔ داده‌های فروش گردآوری‌شده توسط سانداسکن نیلسن                                          |

### جدول‌های بین‌المللی

#### جدول‌های کانادا
| عنوان جدول             | نوع جدول              | تعداد جایگاه‌ها | توضیح |
| ---------------------- | --------------------- | -------------- | --- |
| ۱۰۰ تک‌آهنگ داغ کانادا  | پخش + فروش + پخش جاری | ۱۰۰            | - جدول محبوبیت تک‌آهنگ‌های استاندارد صنعت موسیقی کانادا |
| هنرمند نوظهور کانادایی | پخش + فروش + پخش جاری | ۳۰             | - رتبه‌بندی محبوب‌ترین ترانه‌ها از هنرمندان نوظهور کانادایی - هنرمندان تا زمانی نوظهور تلقی می‌شوند که از تاریخ رسیدن نخستین ورودی آن‌ها در جدول ۱۰۰ تک‌آهنگ داغ به ۴۰ ترانهٔ برتر، ۱۲ ماه نگذشته باشد. - جدول‌های تکراری نیستند |
| فروش دیجیتال ترانه‌ها   | فروش دیجیتال          | ۷۵             | - موفق‌ترین ترانه‌ها در فروش دیجیتال را رتبه‌بندی می‌کند - برای ارائهٔ آمارهای خلاصه‌شده، نسخه‌های مختلف ترانه‌ها را با هم تجمیع می‌کند - یکی از جدول‌های تکمیل‌کنندهٔ ۱۰۰ تک‌آهنگ داغ کانادا - جدول‌های تکراری نیستند                 |
| ۱۰۰ ایرپلی داغ         | پخش (مخاطبان)         | ۷۵             | - نظرات مخاطبان پخش رادیویی در ۱۳۷ ایستگاه رادیویی از پنج قالب مختلف را ارزیابی می‌کند - یکی از جدول‌های تکمیل‌کنندهٔ ۱۰۰ تک‌آهنگ داغ کانادا                                                                                  |
| آل-فرمت ایرپلی         | پخش (تکرار)           | ۵۰             | - پخش رادیویی در ۱۳۷ ایستگاه رادیویی از پنج قالب مختلف را ارزیابی می‌کند. - یک جدول ۱۰۰ جایگاهی قبلاً در وبگاه کانوئه جم! در دسترس بود.                                                                                    |
| سی‌اچ‌ار/تاپ ۴۰ ایرپلی   | پخش (تکرار)           | ۵۰             | - پخش رادیویی در ۲۵ ایستگاه رادیویی سی‌اچ‌آر را ارزیابی می‌کند |
| ای‌سی ایرپلی            | پخش (تکرار)           | ۵۰             | - پخش رادیویی در ۲۸ ایستگاه رادیویی ای‌سی را ارزیابی می‌کند |
| هات ای‌سی ایرپلی        | پخش (تکرار)           | ۵۰             | - پخش رادیویی در ۲۴ ایستگاه رادیویی هات ای‌سی را ارزیابی می‌کند |
| کانتری ایرپلی          | پخش (تکرار)           | ۵۰             | - پخش رادیویی در ۳۱ ایستگاه رادیویی کانتری را ارزیابی می‌کند |
| راک ایرپلی             | پخش (تکرار)           | ۵۰             | - پخش رادیویی در ۲۹ ایستگاه رادیویی راک را ارزیابی می‌کند |

#### سایر جدول‌های بین‌المللی
| عنوان جدوا                           | توضیحات                                                                                               |
| ------------------------------------ | --- |
| ۱۰۰ آهنگ داغ آرژانتین                | ۱۰۰ تک‌آهنگ برتر در آرژانتین را بر پایهٔ پخش رادیویی، دانلود دیجیتال و پخش جاری رتبه‌بندی می‌کند.         |
| ۲۰۰ آهنگ جهانی بیلبورد               | برترین ترانه‌ها را بر پایهٔ فروش و داده‌های پخش جاری از بیش از ۲۰۰ منطقه در سطح جهان رتبه‌بندی می‌کند.     |
| جدول جهانی بیلبورد به‌جز ایالات متحده | برترین ترانه‌ها را بر پایهٔ فروش و داده‌های پخش جاری از منطقه‌های خارج از ایالات متحده رتبه‌بندی می‌کند.    |
| برترین‌های جهان                       | ۲۵ ترانهٔ برتر در بیش از ۴۰ کشور را رتبه‌بندی می‌کند.                                                    |
| ۱۰۰ آهنگ داغ ژاپن                    | پرفروش‌ترین تک‌آهنگ‌ها و قطعات در ژاپن را رتبه‌بندی می‌کند.                                                |
| ایرپلی مکزیک                         | پرشنونده‌ترین تک‌آهنگ‌ها در مکزیک را رتبه‌بندی می‌کند.                                                     |
| ایرپلی اسپانیایی مکزیک               | پرشنونده‌ترین تک‌آهنگ‌های اسپانیایی‌زبان در مکزیک را رتبه‌بندی می‌کند.                                      |
| ایرپلی انگلیسی مکزیک                 | پرشنونده‌ترین تک‌آهنگ‌های انگلیسی‌زبان در مکزیک را رتبه‌بندی می‌کند.                                        |
| ترانه‌های پرتغال                      | ۲۵ ترانهٔ برتر در پرتغال را بر پایهٔ فروش و پخش جاری در این کشور رتبه‌بندی می‌کند.                        |
| ۱۰۰ آهنگ داغ ویتنام                  | ۱۰۰ تک‌آهنگ برتر در ویتنام را بر پایهٔ دانلودهای دیجیتال و پخش جاری رتبه‌بندی می‌کند.                     |
| برترین ترانه‌های ویتنامی ویتنام       | ۱۰۰ تک‌آهنگ برتر از هنرمندان ویتنامی در ویتنام را بر پایهٔ دانلودهای دیجیتال و پخش جاری رتبه‌بندی می‌کند. |

## جدول‌های متوقف‌شده
| عنوان جدول                               | تاریخ توقف     | توضیحات |
| ---------------------------------------- | -------------- | --- |
| فوران‌کننده زیر تک‌آهنگ‌های آراندبی/هیپ-هاپ |                | - ترانه‌های زیر جایگاه ۵۰ را که پیش از آن در جدول ترانه‌های داغ آراندبی/هیپ-هاپ حضور نداشته‌اند را رتبه‌بندی می‌کرد |
| موزیک ویدئوی جامع                        | ۲۰۱۲ (؟)       | - پرفروش‌ترین دی‌وی‌دی‌ها موسیقی، شامل آن‌هایی که به‌طور کاملاً خرد توزیع نشده‌اند را رتبه‌بندی می‌کرد |
| فروش تک‌آهنگ‌ها کانتری                     | ۲۰۰۵           | - پرفروش‌ترین تک‌آهنگ‌های تجاری کانتری را رتبه‌بندی می‌کرد |
| پرفروش‌ترین در فروشگاه‌ها                  | ۱۳ اکتبر ۱۹۵۸  | - آثار را به‌ترتیب اهمیت فروش ملی در سطح خرده‌فروشی رتبه‌بندی می‌کرد. - سه جدول: آثار محبوب، آثار ریتم اند بلوز، آثار کانتری و غربی |
| ۱۰۰ ایرپلی داغ برزیل                     | ۲۰۱۹           | - پرشنونده‌ترین تک‌آهنگ‌ها و قطعات در برزیل را رتبه‌بندی می‌کرد. - در ژانویهٔ ۲۰۱۹، پس از چندین هفته عدم انتشار در وبگاه مجله، متوقف شد. متعاقباً، پایان‌یافتن بیلبورد برزیل (که پیش از آن انتشار نسخهٔ چاپی آن نیز متوقف شده بود) نیز اعلام شد. کراولی برودکست آنالیسیس، که پیش از این جدول‌های کراولی را در سال ۲۰۱۸ معرفی کرده‌بود، انتشار این جدول را تحت عنوان ۱۰۰ ترانهٔ برتر برزیل ادامه داد. |
| ۱۰۰ آهنگ برتر چین                        | ۲۰۱۹           | - پرفروش‌ترین تک‌آهنگ‌های محلی چین را رتبه‌بندی می‌کرد. |
| فروش ترانه‌های دیجیتال اروپا              | ۱۲ فوریهٔ ۲۰۲۲  | - پرفروش‌ترین تک‌آهنگ‌ها و قطعه‌های دیجیتال در اروپا را رتبه‌بندی می‌کرد. |
| قطعات دیجیتال اروپا                      | ۲۹ نوامبر ۲۰۱۴ | - پرفروش‌ترین قطعه‌های دیجیتال در اروپا را رتبه‌بندی می‌کرد |
| ۱۰۰ تک‌آهنگ داغ اروپایی                   | ۱۱ دسامبر ۲۰۱۰ | - پرفروش‌ترین تک‌آهنگ‌ها در اروپا را با ترکیب فروش در کشورهای مختلف اروپا رتبه‌بندی می‌کرد. |
| قطعات رقص جهانی                          | ۲۹ ژوئن ۲۰۱۳   | - یک نظرسنجی هفتگی بین‌المللی برای یافتن ترانه‌هایی که در باشگاه‌های رقص سراسر جهان به محبوبیت دست یافته‌اند. |
| ترانه‌های گرمایاب                         | ۶ دسامبر ۲۰۱۴  | - ترانه‌های هنرمندان/گروه‌های جدیدی که هرگز به ۵۰ جایگاه اول از میان ۱۰۰ ترانهٔ برتر نرسیده‌بودند را رتبه‌بندی می‌کرد. - اگر ترانه‌ای به ۵۰ ترانهٔ برتر راه پیدا می‌کرد، آن ترانه و هیچ‌کدام ترانه‌های متعاقب آن هنرمند/گروه دیگر واجد شرایط قرار گرفتن در این جدول نبودند. |
| ۳۰ آهنگ داغ دورگه                        | ۸ دسامبر ۱۹۹۰  | - بهترین اجرای ترانه‌ها در ایستگاه‌های رادیویی ریتمیک معاصر را رتبه‌بندی می‌کرد. |
| قطعات دیجیتال داغ                        |                | - فروش دیجیتال ترانه‌ها را همزمان با فهرست‌کردن نسخه‌های مختلف ترانه‌ها، رتبه‌بندی می‌کرد - فاقد جدول مشابه |
| فروش تک‌آهنگ‌های داغ                       | ۲۱ نوامبر ۲۰۱۷ | - فروش تک‌آهنگ‌های تجاری فیزیکی را اندازه‌گیری می‌کرد - یکی از جدول‌های تشکیل‌دهندهٔ جدول ۱۰۰ ترانهٔ برتر - فاقد جدول مشابه |
| مسیر افتخار برترین‌ها                     | ۱۶ نوامبر ۱۹۶۳ | - براساس نظرسنجی هفتگی بیلبورد در سراسر کشور، برترین آهنگ‌های کشور را بر اساس فروش اثر و اجرای دی‌جی‌ها گردآوری می‌کرد. |
| فروش تک‌آهنگ‌های داغ رقص                   | ۲۰۱۳           | - جدولی برای اندازه‌گیری فروش ترانه‌های منتشرشده به‌صورت تجاری در بازار موسیقی رقص، از جمله ریمیکس‌ها. این جدول در گذشته و در زمانی که این جدول محدود به فروش فرمت تک‌آهنگ‌های ماکسی ۱۲ اینچی و تک‌آهنگ ماکسی سی‌دی بود، با نام فروش ترانه‌های موسیقی رقص/تک‌آهنگ‌ها ماکسی شناخته می‌شد. در سال‌های اخیر، ترانه‌هایی که تنها در قالب سی‌دی تک‌آهنگ منتشر می‌شدند نیز برشمرده می‌شدند.                      |
| ۱۰ آهنگ برتر اندونزی                     | ۲۰۲۰           | - ۱۰۰ تک‌آهنگ برتر در اندونزی را بر پایهٔ دانلودهای دیجیتال، ایرپلی، پخش جاری و پخش کاراوکی رتبه‌بندی می‌کرد. |
| فروش دیجیتال ترانه‌های لوکزامبورگ         | ۲۰۲۰           | - ترانه‌های دارای بیشترین دانلود دیجیتال در کشور لوکزامبورگ را به‌صورت هفتگی رتبه‌بندی می‌کرد. |
| پرپخش‌ترین‌ها توسط دی‌جی‌ها                  | ۲۸ ژوئیهٔ ۱۹۵۸  | - آثار را به‌ترتیب بیشترین تعداد پخش در برنامه‌های رادیویی دی‌جی‌ها در سراسر کشور رتبه‌بندی می‌کرد. - سه جدول: آثار محبوب، آثار ریتم اند بلوز، آثار کانتری و غربی |
| پرپخش‌ترین در جوک‌باکس‌ها                   | ۱۷ ژوئن ۱۹۵۷   | - آثار را به‌ترتیب بیشترین تعداد پخش ملی در جوک‌باکس‌ها رتبه‌بندی می‌کرد. - سه جدول: آثار محبوب، آثار ریتم اند بلوز، آثار کانتری و غربی |
| ۱۰۰ آهنگ داغ فیلیپین                     | ۱۵ ژانویهٔ ۲۰۱۸ | - موفق‌ترین ترانه‌ها در فیلیپین را رتبه‌بندی می‌کرد. |
| ۲۰ آهنگ برتر فیلیپین                     | ۱۵ ژانویهٔ ۲۰۱۸ | - موفق‌ترین ترانه‌های محلی در فیلیپین را رتبه‌بندی می‌کرد. |
| پاپ ۱۰۰                                  | ۱۳ ژوئن ۲۰۰۹   | - ترانه‌ها را با ترکیب ایرپلی متمرکز بر رادیوی پاپ و فروش، رتبه‌بندی می‌کرد. - این جدول جای خود را به جدول ۴۰ آهنگ برتر جریان اصلی داده است |
| پاپ ۱۰۰ ایرپلی                           | ۱۳ ژوئن ۲۰۰۹   | - ایرپلی در رادیوهای موسیقی پاپ را اندازه‌گیری می‌کرد. - یکی از جدول‌های تشکیل‌دهندهٔ ۱۰۰ آهنگ برتر پاپ |
| نواهای زنگ داغ                           |                | - این جدول که در سال ۲۰۰۴ رونمایی شد، فروش هفتگی نوای زنگ پولیفونیک برای تلفن‌های همراه را رتبه‌بندی می‌کرد. |
| هات رینگ‌مسترز                            |                | - فروش هفتگی نواهای زنگ اصلی برای تلفن‌های همراه را رتبه‌بندی می‌کرد. |
| ویدئوکلیپ‌ها داغ                          |                | - ۲۵ موزیک ویدئوی محبوب برتر را با توجه به فروش دیجیتال و پخش در تلویزیون در برنامه‌هایی تی‌آرال و ۱۰۶ اند پارک، رتبه‌بندی می‌کرد. |
| شتاب اسپاتیفای                           |                | - ترانه‌های دارای بیشترین پخش جاری در اسپاتیفای را رتبه‌بندی می‌کرد. |
| وایرال ۵۰                                |                | - ترانه‌های مستقل دارای بیشترین پخش جاری در اسپاتیفای را رتبه‌بندی می‌کرد. |
| بازپیچی اسپاتیفای                        |                | - ترانه‌های قدیمی/کلاسیک دارای بیشترین پخش جاری در اسپاتیفای را رتبه‌بندی می‌کرد. |
| ۴۰ قطعه برتر                             | مارس ۲۰۰۵      | - این جدول که در دسامبر ۱۹۹۸ رونمایی شد، ترانه‌ها را بر پایهٔ برداشت مخاطبات در ایستگاه‌های رادیویی جریان اصلی، بزرگسالان و ۴۰ ترانهٔ برتر ریتمیک، رتبه‌بندی می‌کرد. - همزمان با معرفی جدول‌های ۱۰۰ ترانهٔ برتر پاپ و ۱۰۰ ایرپلی برتر پاپ، متوقف شد. |
| فروش دیجیتال ترانه‌های پاپ                | ژانویهٔ ۲۰۲۰    | ترانه‌های پاپ با بیشترین میزان دانلود، که بر اساس داده‌های فروش گردآوری‌شده توسط سانداسکن نیلسن رتبه‌بندی می‌شدند. |
| فروش دیجیتال ترانه‌های جاز                | ژانویهٔ ۲۰۲۰    | ترانه‌های جاز با بیشترین میزان دانلود، که بر اساس داده‌های فروش گردآوری‌شده توسط سانداسکن نیلسن رتبه‌بندی می‌شدند. |
| فروش دیجیتال ترانه‌های کلاسیک             | ژانویهٔ ۲۰۲۰    | ترانه‌های کلاسیک با بیشترین میزان دانلود، که بر اساس داده‌های فروش گردآوری‌شده توسط سانداسکن نیلسن رتبه‌بندی می‌شدند. |
| فروش دیجیتال ترانه‌های نیو ایج            | ژانویهٔ ۲۰۲۰    | ترانه‌های نیو ایج با بیشترین میزان دانلود، که بر اساس داده‌های فروش گردآوری‌شده توسط سانداسکن نیلسن رتبه‌بندی می‌شدند. |
| فروش دیجیتال ترانه‌های بلوز               | ژانویهٔ ۲۰۲۰    | ترانه‌های بلوز با بیشترین میزان دانلود، که بر اساس داده‌های فروش گردآوری‌شده توسط سانداسکن نیلسن رتبه‌بندی می‌شدند. |
| فروش دیجیتال ترانه‌های رگی                | ژانویهٔ ۲۰۲۰    | ترانه‌های رگی با بیشترین میزان دانلود، که بر اساس داده‌های فروش گردآوری‌شده توسط سانداسکن نیلسن رتبه‌بندی می‌شدند. |
| فروش دیجیتال ترانه‌های کودک               | ژانویهٔ ۲۰۲۰    | ترانه‌های کودکان با بیشترین میزان دانلود، که بر اساس داده‌های فروش گردآوری‌شده توسط سانداسکن نیلسن رتبه‌بندی می‌شدند. |
| فروش دیجیتال ترانه‌های کمدی               | ژانویهٔ ۲۰۲۰    | ترانه‌های کمدی با بیشترین میزان دانلود، که بر اساس داده‌های فروش گردآوری‌شده توسط سانداسکن نیلسن رتبه‌بندی می‌شدند. |
| آلبوم‌های دیجیتال                         | ۲۰۱۹           | |
| برترین آلبوم‌های اینترنتی                 |                | - آلبوم‌های فیزیکی سفارش‌داده‌شده از طریق فروشنده‌های اینترنتی را رتبه‌بندی می‌کرد. |
| آلبوم‌های گرمایاب (شمال شرقی مرکزی)       |                | |
| آلبوم‌های گرمایاب (آتلانتیک میانه)        |                | |
| آلبوم‌های گرمایاب (کوهستان)               |                | |
| آلبوم‌های گرمایاب (شمال شرقی)             |                | |
| آلبوم‌های گرمایاب (پاسیفیک)               |                | |
| آلبوم‌های گرمایاب (آتلانتیک جنوبی)        |                | |
| آلبوم‌های گرمایاب (جنوب مرکزی)            |                | |
| آلبوم‌های گرمایاب (شمال غربی مرکزی)       |                | |
| آلبوم‌های کاتالوگ کانتری                  |                | |
| آلبوم‌های بودجه/میدلاین کلاسیک            |                | |
| فروش آلبوم‌های رقص/الکترونیک              |                | - مشابه جدول آلبوم‌های رقص/الکترونیک، اما با تمرکز بیشتر بر هنرمندان اصلی موسیقی رقص/الکترونیک |
| آلبوم‌های کاتالوگ آراندبی/هیپ-هاپ         |                | |
| ترانه‌های جاری مسیحی                      |                | - ترانه‌های مسیحی با بیشترین پخش جاری |
| ای‌سی/سی‌اچ‌آر داغ مسیحی                    |                | - تکرارهای پخش رادیویی در ایستگاه‌های سی‌اچ‌آر مسیحی را اندازه‌گیری می‌کرد. |
| سافت ای‌سی مسیحی                          |                | - تکرارهای پخش رادیویی در ایستگاه‌های سافت ای‌سی مسیحی را اندازه‌گیری می‌کرد. |
| کریستین راک                              |                | - تکرارهای پخش رادیویی در ایستگاه‌های کریستین راک را اندازه‌گیری می‌کرد. |
| شاخص ای‌سی مسیحی                          |                | |
| فروش ترانه‌های دیجیتال سوئیس              | فوریهٔ ۲۰۲۲     | - پرفروش‌ترین تک‌آهنگ‌ها و قطعات دیجیتال در سوئیس را رتبه‌بندی می‌کرد. - بخش گردآوری ترانه‌های سوئیس از جدول برترین‌های جهان، جایگزین این جدول شد. |
| ۱۰۰ آهنگ برتر کی-پاپ                     | آوریل ۲۰۲۲     | - پرفروش‌ترین تک‌آهنگ‌ها در کره جنوبی را رتبه‌بندی می‌کرد. - بخش گردآوری ترانه‌های کره جنوبی از جدول برترین‌های جهان، جایگزین این جدول شد. |

## برای مطالعهٔ بیشتر
- Durkee, Rob. "American Top 40: The Countdown of the Century." Schriner Books, نیویورک،  ۱۹۹۹.
- Battistini, Pete. "American Top 40 with کیسی کیزم The 1970s." Authorhouse.com, January 31, 2005. شابک ‎۱-۴۱۸۴-۱۰۷۰-۵
- Parker, Martin (1991). "Making Sense with the Hit Parade". Popular Music. 10 (2): 205–17. doi:10.1017/s0261143000004517.
- Hakanen, Ernest (1998). "Counting Down to the Number One:Evolution of the Meaning of Popular Music Charts". Popular Music. 17 (1): 98–111. doi:10.1017/s0261143000000507.
- "About Us". Nielsen Business Media Inc. 2009.
- "Billboard.com FAQ". Nielsen Business Media Inc. 2009.
- "Billboard Latest Charts Lyrics". MetroLyrics. Archived from the original on 11 May 2012. Retrieved September 5, 2010.